# Erches
Erches é uma comuna francesa na região administrativa de Altos da França, no departamento de Somme. Estende-se por uma área de 8,21 km². Em 2010 a comuna tinha 190 habitantes (densidade: 23,1 hab./km²).